# Хенри Кинг
Хенри Кинг (на английски: Henry King) е американски кинорежисьор. Роден е през 1886 година, починал е през 1982 година.

## Биография
Кинг започва кариерата си като актьор в различни репертоарни театри. Към 1912 година вече се снима и в малки филмови роли. Режисьорския си дебют прави през 1915 година, за да се превърне в един от най-успешните режисьори от класическия период на Холивуд през 1920-те, 1930-те, 1940-те и 1950-те години. Два пъти е номиниран за награда „Оскар“ в категорията „Най-добър режисьор“ за филмите си „Песента на Бернадет“ (1943) и „Уилсън“ (1944). Кинг влиза в историята и като първия носител на наградата „Златен глобус“ за режисура след основаването на тази награда, връчена му за „Песента на Бернадет“.
Кинг е един от 36-те основатели на Академията за филмово изкуство и наука.
През Втората световна война Кинг служи като пълномощен командир на военновъздушната база в Браунсвил, Тексас, достигайки чин капитан. Той е сред пилотите, получили лиценз в най-напреднала възраст, квалифицирайки се успешно през 1930 година.
През продължителната си кариера е снимал около 120 филма.

## Филмография

### Частична режисьорска филмография
| Година | Филм                         | Оригинално заглавие          | Бележки                                       |
| ------ | ---------------------------- | ---------------------------- | --------------------------------------------- |
| 1923   | Бялата сестра                | The White Sister             |                                               |
| 1925   | Стела Далас                  | Stella Dallas                |                                               |
| 1926   | Спечелването на Барбара Уърт | The Winning of Barbara Worth | първа поява на Гари Купър                     |
| 1936   | Лойдс, Лондон                | Lloyd's of London            |                                               |
| 1937   | В стария Чикаго              | In Old Chicago               |                                               |
| 1939   | Джеси Джеймс                 | Jesse James                  |                                               |
| 1939   | Стенли и Ливингстън          | Stanley and Livingstone      |                                               |
| 1940   | Малкият стар Ню Йорк         | Little Old New York          |                                               |
| 1942   | Черният лебед                | The Black Swan               |                                               |
| 1943   | Песента на Бернадет          | The Song of Bernadette       | награда „Златен глобус“, номинация за „Оскар“ |
| 1944   | Уилсън                       | Wilson                       | номинация за „Оскар“                          |
| 1948   | Дълбоки води                 | Deep Waters                  |                                               |
| 1949   | Twelve O'Clock High          | Twelve O'Clock High          |                                               |
| 1950   | Стрелецът                    | The Gunfighter               |                                               |
| 1952   | Снеговете на Килиманджаро    | The Snows of Kilimanjaro     |                                               |
| 1956   | Въртележка                   | Carousel                     |                                               |
| 1958   | Бравадос                     | The Bravados                 |                                               |
| 1959   | Тази земя е моя              | This Earth Is Mine           |                                               |